# Парован
Па́рован (англ. Parowan, /ˈpærəwɑːn/) — город в штате Юта (США). Административный центр округа Айрон. По данным переписи за 2010 год число жителей города составляло 2790 человек.

## История

Церковь Парована

Индейцы фремонт и анасази были первыми известными людьми, населяющими местность. Археологические находки местности (наконечники стрел, керамика, ямные дома) датируются 750—1250 годом н. э. На скалах перевала Парована, естественного прохода в горах, расположенного в 20 км к северо-востоку от города, были найдены петроглифы. 
Поселенцы основали город в 1851 году вблизи месторождения железа. Парован получил прозвище «материнский город юго-запада» из-за большого количества поселенцев из него, которые затем основали города в Юте, Неваде, Аризоне, Колорадо и Орегоне. Первым жителям Парована было поручено посадить зерновые культуры, чтобы новые иммигранты могли открывать угольные и железные шахты, также сразу начала развиваться местная промышленность. Были открыты кожевенный завод, лесопилка, хлопчатобумажная фабрика, фабрика для изготовления седел и ремней безопасности, мебели и шкафов, обуви и оружия, столярные и кузнечные цеха. В начале 1900-х годов были созданы сельскохозяйственные заводы. Местные снабжали их овцами и молочной продукцией.
Первые попытки открыть железное производство были неудачны, однако активное развитие этой области в XX веке привело к процветанию округа Айрон. Когда шахты начали закрываться, а через округ провели межштатную магистраль, экономической основой города стал центр отдыха Брайн-Хед. В Пароване активно начали поддерживать малый бизнес. В 1990-х годах в городе был зафиксирован значительный рост, благодаря доступным коммунальным ценам и хорошему экономическому климату.

## Географическое положение
По данным Бюро переписи населения США город имеет общую площадь в 15,1 км². Через город проходит межштатная автомагистраль I-15.

### Климат
По классификации климатов Кёппена климат Парована относится к морскому климату западного побережья (Cfb). Климат города характеризуется равномерной температурой и количеством осадков в течение года. Осадки являются достаточными весь год, осенью и зимой часты туманы. Средняя температура в году — 9,5 °C, самый тёплый месяц — июль (средняя температура 21,8 °C), самый холодный — январь (средняя температура −1,8 °C). Среднее количество осадков в году 310 мм.
| Показатель                    | Янв.  | Фев.  | Март  | Апр.  | Май  | Июнь | Июль | Авг. | Сен. | Окт.  | Нояб. | Дек. | Год   |
| ----------------------------- | ----- | ----- | ----- | ----- | ---- | ---- | ---- | ---- | ---- | ----- | ----- | ---- | ----- |
| Абсолютный максимум, °C       | 20    | 23,3  | 26,1  | 32,2  | 35   | 38,9 | 38,9 | 38,9 | 35   | 31,7  | 26,1  | 21,1 | 38,9  |
| Средний суточный максимум, °C | 5,6   | 7,7   | 11,6  | 16,5  | 21,6 | 27,6 | 30,8 | 29,7 | 25,7 | 19,2  | 11,8  | 6,4  | 17,9  |
| Средняя температура, °C       | −1,8  | 0,4   | 3,9   | 8,2   | 12,9 | 18,2 | 21,8 | 20,9 | 16,4 | 10,2  | 3,7   | −0,9 | 9,5   |
| Средний суточный минимум, °C  | −9,1  | −6,8  | −3,7  | 0     | 4,3  | 8,7  | 12,8 | 12,1 | 7,2  | 1,2   | −4,3  | −8,2 | 1,2   |
| Абсолютный минимум, °C        | −32,8 | −30,6 | −18,9 | −16,7 | −8,3 | −5,6 | −1,7 | 0,6  | −7,2 | −18,9 | −22,8 | −30  | −32,8 |
| Норма осадков, мм             | 22    | 28    | 35    | 30    | 22   | 14   | 28   | 25   | 21   | 27    | 25    | 22   | 309   |

## Население
По данным переписи 2010 года население Парована составляло 2790 человек (из них 49,5 % мужчин и 50,5 % женщин), в городе было 1033 домашних хозяйств и 735 семей. На территории города было расположено 1412 построек со средней плотностью 93,5 постройки на один квадратный километр суши. Расовый состав: белые — 96,6 %, афроамериканцы — 0,2, азиаты — 0,2 %, коренные американцы — 0,6 %.
Население города по возрастному диапазону по данным переписи 2010 года распределилось следующим образом: 28,9 % — жители младше 18 лет, 3,4 % — между 18 и 21 годами, 48,6 % — от 21 до 65 лет и 19,1 % — в возрасте 65 лет и старше. Средний возраст населения — 39,8 лет. На каждые 100 женщин в Пароване приходилось 97,9 мужчин, при этом на 100 совершеннолетних женщин приходилось уже 95,2 мужчин сопоставимого возраста.
Из 1033 домашних хозяйств 71,2 % представляли собой семьи: 58,7 % совместно проживающих супружеских пар (24,8 % с детьми младше 18 лет); 8,4 % — женщины, проживающие без мужей и 4,1 % — мужчины, проживающие без жён. 28,8 % не имели семьи. В среднем домашнее хозяйство ведут 2,67 человека, а средний размер семьи — 3,24 человека. В одиночестве проживали 25,8 % населения, 14,7 % составляли одинокие пожилые люди (старше 65 лет).

## Экономика
В 2015 году из 2287 человек старше 16 лет имели работу 1138. При этом мужчины имели медианный доход в 43 750 долларов США в год против 41 000 долларов среднегодового дохода у женщин. В 2014 году медианный доход на семью оценивался в 48 125 $, на домашнее хозяйство — в 36 209 $. Доход на душу населения — 19 602 $ в год.